# چهره هنری شایسته جمهوری ارمنستان
چهره هنری جمهوری ارمنستان (ارمنی: ՀՀ արվեստի վաստակավոր գործիչներ) یک عنوان افتخاری در جمهوری ارمنستان می‌باشد. این عنوان توسط رئیس‌جمهور جمهوری ارمنستان به آهنگسازان، رهبران ارکستر، مدیران هنری گروه‌های موسیقی، کر، رقص و سایر گروه‌ها، کارگردانان و هنرمندان دیگر به دلیل تسلط نشان داده شده در این زمینه، کمک شایان به آموزش نسل خلاق و همچنین برای خلق آثار ارزشمند هنری اعطا می‌گردد.

## فهرست دریافت‌کنندگان
در زیر فهرست دریافت‌کنندگان این عنوان افتخاری آورده شده است:
- یرواند ماناریان
- ویگن چالدرانیان
- سورن بابایان
- آرمن مازمانیان
- کارن آقامیان
- داویت مورادیان
- پاراون میرزویان
- آرتور گریگوریان
- نارینه زاریفیان
- ژانا زورابیان
- آرارت آقاسیان
- آنا یرزینکیان
- دانیل یراژیشت
- روبن آلتونیان
- یرواند یرزنکیان
- آیدا آوتیسیان
- آرامائیس سارگسیان
- آنا آساطریان
- آنا بارسامیان
- لیلیت یرنجاکیان
- آلیسا کیوردیان
- گاگیک روستومیان
- کارینه جاغاتسپانیان
- ورژ پطروسیان